# Barbara Hess
Barbara Hess (* 1964) ist eine deutsche Kunsthistorikerin, Kritikerin und Übersetzerin in Köln.

## Leben
Hess absolvierte ein Studium der Kunstgeschichte und Romanistik in Köln und Florenz. Hess promovierte 2013 in Köln mit einer Arbeit unter dem Titel: Handeln für die Avantgarde : eine Untersuchung zur Herausbildung neuer Formen der Produktion, Präsentation und Distribution zeitgenössischer Kunst am Beispiel von westdeutschen "Avantgarde"-Galerien 1955-1967 Hauptsächlich publiziert sie zur zeitgenössischen Kunst. Als Kunstkritikerin ist sie seit 1990 tätig.

## Werke (Auswahl)
- Barbara Hess: Willem de Kooning : 1904–1997 ; Inhalt als flüchtiger Eindruck, Taschen Verlag, Köln ; London ; Los Angeles ; Madrid ; Paris ; Tokyo 2004.
- Dies.: Lucio Fontana : 1899–1968 ; "ein neues Faktum in der Skulptur", Taschen Verlag, Hong Kong ; Köln ; London ; Los Angeles ; Madrid ; Paris ; Tokyo 2006.
- Dies.: Jasper Johns : "die Tätigkeit des Auges", Taschen Verlag, Hong Kong ; Köln ; London ; Los Angeles ; Madrid ; Paris ; Tokyo 2007.
- Dies.: Abstrakter Expressionismus, hrsg. von Uta Grosenick, Taschen Verlag, Hong Kong ; Köln ; London ; Los Angeles, Calif. ; Madrid ; Paris ; Tokyo 2009.
- Dies.: Handeln für die Avantgarde : eine Untersuchung zur Herausbildung neuer Formen der Produktion, Präsentation und Distribution zeitgenössischer Kunst am Beispiel von westdeutschen "Avantgarde"-Galerien 1955–1967 Diss. Köln 2013.
- Dies.: Die Anfänge der documenta : eine "Frage der Schaufenster?", mit einem Nachwort von Walter Vitt (Schriften zur Kunstkritik  Band 27), Verlag Steinmeier, Deiningen 2017.
- Dies.: Caspar David Friedrich: A–Z, Hatje Cantz, Berlin 2024.